# Dean Budd
Dean Serge Budd (Whangārei, 31 luglio 1986) è un ex rugbista a 15 neozelandese, dal 2017 internazionale per l'Italia, che giocava nel ruolo di seconda linea.

## Biografia
Dean Budd disputò l'Air New Zealand Cup per due stagioni nelle file della provincia di Auckland, dalla quale fu selezionato nel 2009 per disputare il Super 14 con la franchise collegata, i Blues.
Nel 2010 passò alla formazione provinciale di Northland.
In patria era considerato un atleta di interesse nazionale, tanto da avere vestito la maglia nera a livello scolastico e, successivamente, giovanile, ma dopo le difficoltà incontrate nell'imporsi stabilmente in Super Rugby, emigrò in Giappone nel 2011 e successivamente in Italia, trovando un ingaggio al Benetton.
Presto divenne titolare fisso nella franchise veneta di Pro12 e, guadagnata l'idoneità a rappresentare la F.I.R., nel 2017 fu convocato dal C.T. dell'Italia Conor O'Shea che lo fece debuttare a Singapore in un test match contro la Scozia.
Poco dopo Budd divenne capitano del Benetton e, nel corso degli incontri di preparazione alla Coppa del Mondo di rugby 2019, ricevette analogo riconoscimento pure in nazionale.
Al termine della stagione 2019-20 ha annunciato il suo ritiro dal rugby dopo essersi in precedenza già ritirato a livello internazionale.